# Into the Sun
Hướng tới Mặt trời (tựa tiếng Anh: Into the Sun) là bộ phim hành động / võ thuật / tâm lý Mỹ-Nhật của Christopher Morrison đạo diễn, được phát hành vào năm 2005. Phim có sự tham gia của nam diễn viên võ thuật Steven Seagal. Câu tagline chính thức của Into the Sun là Only one man can stop the Yakuza (dịch tiếng Việt: Duy nhất một người có thể ngăn chặn bọn Yakuza).

## Nội dung
Bộ phim lấy bối cảnh tại đất nước Nhật Bản, sau khi thống đốc Takayama của Tokyo bị ám sát, Đặc vụ CIA Travis Hunter được chính phủ Nhật mời đến điều tra vụ án này, Đặc vụ FBI trẻ tuổi Sean Mack đi theo hỗ trợ Hunter. Hunter và Sean xem lại hiện trường ám sát trong camera, họ tin rằng băng đảng mafia Yakuza có liên quan đến vụ ám sát này. Hunter từng lớn lên ở Nhật Bản, anh ta hiểu rất rõ về băng đảng Yakuza, ngay cả sự bí ẩn, sự lập dị và sự độc ác của bọn chúng.
Hunter và Sean nhận ra kế hoạch ám sát thống đốc Takayama là được sắp đặt bởi Kuroda - tên trùm của tổ chức Yakuza thế hệ mới, hắn đang có mạng lưới buôn ma túy với gã xã hội đen người Hoa tên Trần, Kuroda sẽ giết bất cứ người nào dám cản trở công việc làm ăn của hắn. Hunter đến chỗ Kojima - phó thủ lĩnh của tổ chức Yakuza thế hệ cũ, Hunter và Kojima nói chuyện với nhau, Kojima nói rằng hiện tại tổ chức của Kuroda đang kết hợp với bọn xã hội đen Trung Quốc và chúng đang dần mạnh lên, muốn đối đầu với chúng không phải là chuyện dễ. Hunter bắt đầu đi khắp nơi để thu thập thông tin về Kuroda, anh ta tình cờ quen được cô nàng Nayako xinh đẹp, Hunter và Nayako trở thành cặp đôi yêu nhau say đắm.
Không có bằng chứng buộc tội Kuroda ám sát thống đốc Takayama, Sean đành phải tìm bằng chứng buộc tội Kuroda buôn ma túy. Sean liều lĩnh đi đến nhà kho chứa ma túy của Kuroda ở bến cảng, Sean không may bị bọn thuộc hạ của Kuroda phát hiện. Sean liền bỏ chạy, tuy nhiên bọn thuộc hạ của Kuroda vẫn bắt được anh ta, bọn chúng thủ tiêu anh ta. Hunter rất ngạc nhiên khi nghe tin Sean chết, nhưng một khi Hunter càng đến gần hơn với Kuroda thì Kuroda càng giết nhiều người hơn. Ông thủ lĩnh chính của tổ chức Yakuza thế hệ cũ là Ishikawa cũng bị bọn thuộc hạ của Kuroda giết chết, chúng còn chém chết Nayako. Giờ đây Hunter đã xem Kuroda như mối thù cá nhân, anh ta bàn bạc với người thợ xăm mình tên Kawamura về chuyện xử lý Kuroda.
Hunter đến một khu nhà lầu để tìm ông Trần, Hunter tra khảo ông Trần để biết Kuroda đang ở đâu, ông Trần đánh nhau ác liệt với Hunter, kết quả là ông Trần bị Hunter ném từ tầng lầu cao rơi xuống đất chết. Vợ con Kawamura từng bị Kuroda sát hại trước đây nên Kawamura luôn sẵn sàng xử lý Kuroda, đêm hôm đó, Kawamura đồng ý đi theo Hunter tìm Kuroda. Hunter và Kawamura tìm được nơi ẩn náu của Kuroda, đó chỉ là một ngôi đền, cả hai liền đi vào đó. Hunter và Kawamura dùng kiếm katana hăng say chém giết bọn thuộc hạ của Kuroda, em gái Nayako là Ayako cũng đến hỗ trợ hai người này. Kuroda lấy súng bắn Kawamura bị thương, Hunter liền lao vào đánh với Kuroda, cuối cùng Hunter chém chết Kuroda. Hunter, Kawamura và Ayako đã trả thù thành công cho Nayako và Sean, về đến nhà, họ làm lễ tang cho Nayako. Bộ phim kết thúc với cảnh Hunter đi trong công viên rồi nhớ lại ngày trước anh ta và Nayako từng tâm sự ở đây.

## Diễn viên
- Steven Seagal vai Travis Hunter
- Matthew Davis vai Sean Mack
- Takao Osawa vai Kuroda
- Daisuke Honda vai Kawamura
- Lư Huệ Quang vai Ông Trần
- Kanako Yamaguchi vai Nayako
- Eddie George vai Jones
- William Atherton vai Block
- Juliette Marquis vai Jewel
- Chiaki Kuriyama vai Ayako
- Kosuke Toyohara vai Fudomyo-o
- Akira Terao vai Matsuda
- Eve Masatoh vai Kojima
- Pace Wu vai Mai Ling
- Namihiko Ohmura vai Takeshi
- Roy Oguri vai Kenji
- Sokyu Fujita vai Maeda
- Vikrom Suebsaeng vai Chang Choudong
- Shôji Oki vai Ishikawa
- Mac Yasuda vai Thống đốc Takayama
- Kairi Narita vai Tên Yakuza trẻ tuổi
- Hatake vai Người bán kiếm
- Korokke vai MC trong câu lạc bộ